# Тумс
«Тумс» (англ. «Tooms») — двадцать первый эпизод первого сезона сериала «Секретные материалы», главные герои которого, агенты ФБР Фокс Малдер (Дэвид Духовны) и Дана Скалли (Джиллиан Андерсон), расследуют сложно поддающиеся научному объяснению преступления.
«Тумс» является продолжением эпизода «Узкий» и также входит в число «монстров недели», являясь эпизодом, который не связан с основной «мифологией сериала», заданной в пилотной серии. В данном эпизоде Юджин Тумс, помещённый в психиатрическую лечебницу за нападение на агента Скалли, выходит на свободу, после чего Малдер с напарницей пытаются предотвратить попытки мутанта добрать необходимую ему для очередной 30-летней спячки человеческую печень.
Премьера эпизода, в котором дело Юджина Тумса было окончательно закрыто, состоялась на телеканале Fox 22 апреля 1994 года. Общее число домохозяйств, видевших премьерный показ, оценивается в 8,1 миллиона. Эпизод получил преимущественно положительные отзывы критиков.

## Сюжет
Ночью Юджин Виктор Тумс пытается сбежать из изолятора для психически больных в Балтиморе, просунув руку в окошко для раздачи пищи с целью открыть засов своей камеры. Неожиданно его навещает работавший с ним психолог, доктор Аарон Монте, который сообщает Тумсу о том, что завтра его, скорее всего, освободят в зале суда. Тумс остается ждать завтрашнего дня.
Скалли вызывают на ковер к заместителю директора ФБР Уолтеру Скиннеру, где также присутствует Курильщик. Несмотря на успехи расследований по «Секретным материалам», Скиннер критикует нетрадиционный подход к решению задач и требует от своих подопечных действовать строго по инструкциям.
На заключительных слушаниях по делу Тумса его признают нормальным на основании рекомендаций доктора Монте и его коллег. Малдер пытается заострить внимание судьи на вещественных доказательствах и физиологии Тумса, но те игнорируют его попытки. Тумса выпускают на свободу, дают ему приёмную семью и восстанавливают на старой работе при условии, что доктор Монте будет продолжать наблюдение за пациентом.
Скалли снова встречается с Фрэнком Бриггсом, детективом, расследовавшим убийства по делу Тумса в 1933 году. Бриггс утверждает, что тело одной из жертв так и не было обнаружено. Скалли и Бриггс посещают химзавод, где во время закладки фундамента был найден кусочек печени жертвы. После долгих поисков обнаруживается замурованный в бетон фундамента скелет. Тем временем Малдер беспокоит Тумса на работе и открыто следит за ним. В ходе слежки агенту удается сорвать попытку Тумса убить мужчину, но при этом мутант бесследно скрывается.
Специалисты обследуют скелет с химического завода и признают, что это недостающая жертва 1933 года, но веских доказательств, что убийство совершил Тумс — нет. Скалли сменяет Малдера, когда тот ведет слежку за новым местом жительства Тумса в доме престарелой пары, но агенты не знают, что в это время Тумс прячется в багажнике машины Малдера. Ночью Тумс пробирается в квартиру агента и имитирует на себе побои. Оставив на своем лице отпечаток кроссовка Малдера, Тумс отправляется в больницу. Утром Малдера допрашивает полиция и информирует об этом инциденте его начальство. Малдер объясняет Скиннеру, что Тумс его подставил, но начальник запрещает агенту приближаться к Тумсу.
Дальнейшее исследование скелета, найденного в фундаменте, обнаруживает следы укусов на ребрах, которые указывают на Тумса. Доктор Монте приходит навестить Тумса, когда пожилая пара уходит в кино. Тумс убивает доктора и получает печень, недостающую для следующей 30-летней спячки. После обнаружения тела доктора Монте, Малдер и Скалли отправляются в предыдущее место обитания Тумса на Экзетер-стрит, 66, которое было снесено и на его месте был построен торговый центр. Малдер лезет под эскалатор и, проползая по узкому туннелю, обнаруживает гнездо Тумса. Покрытый желчью Тумс внезапно выпрыгивает из гнезда и, пытаясь убить Малдера, начинает преследовать его в туннеле. Выбравшись из-под эскалатора с помощью Скалли, Малдер включает механизм, который затягивает Тумса в эскалатор, раздавливая мутанта насмерть.
Скиннер читает отчёт Скалли по делу Тумса и, спросив Курильщика, верит ли тот во всё написанное, получает утвердительный ответ. На улице Скалли отыскивает Малдера, разглядывающего кокон гусеницы на ветке дерева. Малдер задумчиво предсказывает, что в «Секретных материалах» грядут перемены.

## Создание
Сценаристам Глену Моргану и Джеймсу Вонгу ранее не приходилось работать над продолжением предыдущего эпизода, поэтому авторы столкнулись с незнакомыми доселе проблемами. Основной трудностью в восприятии Моргана было дальнейшее развитие сюжета при одновременном повторении более ранних событий для пользы зрителей, не видевших эпизода «Узкий». Чтобы обыграть краткое содержание приквела, была придумана сцена в суде. Морган также считал, что режиссёр «Узкого» Гарри Лонгстрит не справился с задачей и не снял сцены, прописанные в сценарии. Некоторые из этих сцен были включены в сценарий «Тумса», режиссёром которого стал Дэвид Наттер. Создатель сериала Крис Картер отзывался о Наттере как о «лучшем режиссёре, работавшим над „Секретными материалами“».
Отправной точкой для Моргана стал случай, подсмотренный им во время рождественских каникул в торговом центре: рабочий делал что-то на движущемся эскалаторе. Сценарист подумал о страшном существе, живущем под эскалатором, и решил, что Тумс подходит на эту роль как никто другой. В результате Тумс стал первым в истории сериала повторно появившимся на экране антагонистом, который не был бы связан с «мифологией» шоу.
Кульминационная сцена эпизода, проходящая в торговом центре, где Тумс свил себе гнездо, стала крайне сложной: сцена снималась в городском торговом центре Ванкувера City Square Mall, и на проведение съёмок было необходимо получить разрешение от владельца каждого магазинчика в здании. Кроме того, потребовались особые меры предосторожности, чтобы сценическая кровь, которая использовалась в сцене с эскалатором, не попала в его двигатель и не нанесла никакого материального ущерба. Исполнителю роли, Дагу Хатчисону, пришла в голову идея, что будет лучше, если в сцене с эскалатором его персонаж появится голым. Крис Картер сначала сомневался на этот счёт, но впоследствии признал, что идея была удачной. Желчеподобная субстанция, покрывавшая тело Тумса и его гнездо, на самом деле была сахарной глазурью c пищевым красителем. Избавиться от этого грима после съёмок самому Хатчисону и съёмочной группе стоило немалых усилий, так как при удалении глазурь нередко отдиралась только вместе с волосами.
В эпизоде «Тумс» на экране впервые появляется персонаж Уолтера Скиннера. По замыслу сценаристов, персонаж не является типичным бюрократом, и задумывался как некто «более динамичный». Хотя позже Скиннер стал одним из основных героев сериала, в первом сезоне он больше не был задействован. Исполнитель роли Митч Пиледжи до этого несколько раз пробовался на различные роли в сериале, но всякий раз терпел неудачу, и был очень удивлён, будучи утверждённым на роль Скиннера. Оказалось, что пока Пиледжи брил голову, Крис Картер не мог представить актёра в качестве какого-либо другого персонажа. Когда Пиледжи пришёл на прослушивание на роль Уолтера Скиннера, он был в плохом настроении и не стал сбривать жидкую поросль на голове. Мрачный настрой Пиледжи очень соответствовал персонажу Скиннера. Правда, Картер посчитал, что актёр всего лишь вжился в роль, и его сварливость — притворная. После успешного утверждения на роль Пиледжи пришёл к мнению, что ему повезло, что его не утвердили раньше, посчитав, что в таком случае он бы появился только в одном эпизоде и не смог исполнить роль Уолтера Скиннера, в дальнейшем задействованного во многих эпизодах.
Также в эпизоде «Тумс» свои первые и единственные во всём первом сезоне фразы произносит Курильщик. Изначально Картер вообще не был уверен, что этот персонаж должен участвовать в диалогах, полагая, что Курильщик будет выглядеть более зловещим, если будет молчать. Однако позже он переменил своё мнение, отметив растущую популярность персонажа и профессионализм исполнителя роли — Уильяма Б. Дэвиса.

## Эфир и отзывы
Премьера «Тумса» состоялась на телеканале Fox 22 апреля 1994 года. По шкале Нильсена эпизод получил рейтинг 8,6 с 15-процентной долей, что означает, что из 8,6 процента от всех телевизоров в США, 15 процентов были настроены на просмотр «Тумса». Общее число домохозяйств, видевших премьеру, оценивается в 8,1 миллиона.
От критиков эпизод получил преимущественно положительные отзывы. Entertainment Weekly дал «Тумсу» оценку «А» (максимальные четыре балла), охарактеризовав работу Хатчисона как «очередное великолепно липкое представление», а роль Пиледжи — как «завлекающе суровое присутствие». Зак Хэндлен в статье для The A.V. Club похвалил эпизод за хорошо выдержанные связи с приквелом, хотя счёл некоторые элементы сюжета странными (например, попытку Тумса добраться до жертвы через канализационную трубу), а мотивы действий некоторых персонажей — необъяснимыми и озадачивающими (например, мотивы доктора Монте, который абсолютно не обращает внимания на весьма странное поведение Тумса). Мэтт Хэй в статье для Den of Geek выразил схожее мнение, написав, что попытка Тумса подставить Малдера особо ни к чему не привела, хотя автор отметил, что в данном эпизоде Тумс выглядит значительно более жутким злодеем, нежели в предыдущей серии истории — «Узкий». Роберт Ширман и Ларс Пирсон в своей книге «Wanting to Believe: A Critical Guide to The X-Files, Millennium & The Lone Gunmen» (рус. «Желая верить: Критический путеводитель по „Секретным материалам“, „Миллениуму“ и „Одиноким стрелкам“») оценили эпизод на четыре с половиной звезды из пяти, посчитав его лучше приквела. По мнению Ширмана, сюжет был весьма незамысловат и был попросту «сочетанием составных частей», но остроумие и развитие характеров персонажей неплохо компенсировало этот недостаток.
Позитивных оценок удостоился и сам Юджин Виктор Тумс в исполнении Хатчисона. В гостевой колонке для юбилейного выпуска Entertainment Weekly писатель Нил Гейман назвал Тумса одним из своих любимых монстров, тогда как «UGO Networks» включило персонажа в список «Лучших серийных убийц на ТВ», назвав исполнение роли «убер-жутким». В статье для Den of Geek Джон Мур включил Тумса в десятку «Лучших плохишей» сериала, отметив, что популярность эпизодов «Узкий» и «Тумс» во многом «несёт ответственность за смещение фокуса шоу» от эпизодов, строящихся на уфологической конспирологии к «монстрам недели».